# Rhinolophus pusillus
Rhinolophus pusillus is een zoogdier uit de familie van de hoefijzerneuzen (Rhinolophidae). De wetenschappelijke naam van de soort werd voor het eerst geldig gepubliceerd door Coenraad Jacob Temminck in 1834.

## Voorkomen
De soort komt voor in Cambodja, China, India, Indonesië, Japan, Laos, Maleisië, Myanmar, Nepal, Taiwan, Thailand en Vietnam.